# Битва при Цернесті
Битва при Цернесті відбулася 11 серпня 1690 року поблизу міста Цернест у південно-східній Трансільванії (нині — Зернешть, Румунія), між союзними силами Трансільванії та Священної Римської імперії та союзними військами Османської імперії та Кримським Ханством, волохи та угорськими куруцами .

## Битва
Імре Текелі прагнув проголосити себе принцом Трансільванії; у союзі з османами, він безуспішно проводив кампанії в 1686 і 1688 роках, щоб здобути трансільванську корону. У 1690 р. він розпочав ще один похід. Султан дав йому командування 16-тисячним військом, що складалося переважно з власне османів, кримських татар і деяких куруців, з яким він проник до Трансільванії. Пізніше до нього приєднався волоський воєвода Костянтин Бринковяну, з кількатисячним військом.
Бринковяну був справжнім керівником кампанії. Він зумів пропустити османську армію через Карпати на ледь відомих гірських перевалах і таким чином обійти перевал Бран, який захищав і зміцнював імперську армію. Донат Гайслер був змушений дати бій біля міста Зернешть.
У битві біля цього міста об'єднана османська армія рішуче розгромила армію Габсбургів і Трансільванії та взяла в полон Доната Гайслера. У бою загинув трансільванський граф Міхай Телекі.
Після цієї перемоги сейм, скликаний у Крістіані, обрав Імре Текелі князем Трансільванії. Проте, він міг утримати свої позиції проти армій Габсбургів лише з великими труднощами. У 1691 році він зовсім залишив Трансільванію.

### Вплив
Не зважаючи на те, що правління Імре Текелі було недовгим, воно змусило імперську армію перекинути війська з Сербії, щоб повернути Трансільванію. Цей рух військ дозволив османам відкинути армію Священної Ліги через Дунай і навіть повернути під свій контроль Банат. В результаті було створено стійкий фронт на Дунаї та в Карпатах.